# Bracia Hildebrandt
Bracia Hildebrandt: Greg Hildebrandt (ur. 23 stycznia 1939, zm. 31 października 2024) i Tim Hildebrandt (ur. 23 stycznia 1939, zm. 11 czerwca 2006) – amerykańscy bracia bliźniacy, którzy przez wiele lat pracowali wspólnie jako artyści i ilustratorzy fantasy i science fiction. Tworzyli ilustracje do komiksów, plakatów filmowych, książek, kalendarzy, reklam i kart kolekcjonerskich.

## Kariera

### Inspiracje
Bracia urodzili się w Detroit w stanie Michigan
Zaczęli tworzyć w 1959, od początku pracując jako Bracia Hildebrandt. Ich nigdy nie zrealizowanym marzeniem była praca w charakterze animatorów dla Walta Disneya. Dlatego ich twórczość była pod wyraźnym wpływem animacji studia Disneya, zwłaszcza takich tytułów jak oscarowa Królewna Śnieżka, Pinokio i Fantazja. Ponadto czerpali inspirację od takich twórców komiksów i pisarzy jak Norman Rockwell i Maxfield Parrish.

### Twórczość
Bracia pracowali wspólnie nad ilustracjami i plakatami do wielu dzieł, zarówno książkowych jak i filmowych. Swoją reputację wypracowali tworząc ilustracje do kalendarza z motywami z Władcy Pierścieni J.R.R. Tolkiena oraz plakatem koncepcyjnym do Młodego Frankensteina Mela Brooksa. W 1977 otrzymali zlecenie od wytwórni filmowej 20th Century Fox na wykonanie plakatu kinowego na potrzeby brytyjskiej premiery słynnego filmu George’a Lucasa Gwiezdne wojny: Nowa nadzieja. Plakat ów był dziełem Toma Junga, ale wytwórnia uznała go za zbyt ciemny (tzw. styl "A"). Hildebrandtowie musieli skończyć nową wersję w zaledwie 36 godzin, co im się udało. Plakat zyskał uznanie i był wykorzystywany do końca stycznia 1978 (tzw. styl "B"), gdy zastąpił go nowy plakat (tzw. styl "C") autorstwa Toma Chantrella.
Ponadto pracowali na zlecenie dla takich wydawnictw komiksowych jak DC Comics i Marvel oraz zaprojektowali plakat do filmu Zmierzch tytanów. Współpracę przerwali w 1981 r., a głównymi przyczynami były: nieotrzymanie zlecenia przy projekcie animowanej wersji Władcy Pierścieni Ralpha Bakshiego oraz niezrealizowanie filmu fantasy Urshurak, do którego opracowali koncepcję wizualną. Przez następne dwanaście lat Greg i Tim pracowali osobno ilustrując książki i okładki czasopism. W 1993 ponownie połączyli swoje siły i w kolejnych latach pracowali nad takimi projektami jak gra karciana Magic: The Gathering czy seria książek J.K. Rowling o Harrym Potterze.
Po 1993 obaj bracia realizowali także indywidualne projekty. Greg pracował m.in. nad materiałami koncertowymi amerykańskiej grupy Trans-Siberian Orchestra, zaprojektował okładkę płyty Mob Rules zespołu Black Sabbath, wydawał serię American Beauties w stylu pin-up, a 2019 rozpoczął pracę nad nową serią komiksów z uniwersum Star Treka. Tim w tym czasie ilustrował m.in. dwa kalendarze z motywami z gry Dungeons & Dragons oraz plakat do filmu Tajemnica IZBY. Ponadto jego dzieła wykorzystano w reklamach takich marek jak AT&T i Levi Strauss. Tim zaliczył również epizod w kinematografii, pracując jako producent współpracujący przy horrorze sience-fiction Deadly Spawn z 1983. Zmarł 11 czerwca 2006 w wieku 67 lat z powodu powikłań cukrzycowych.

## Nagrody
- World Fantasy Award dla najlepszego artysty (1992) – Tim
- Nagroda Chesleya za całokształt twórczości (2010) – Greg
- Złoty Medal Towarzystwa Ilustratorów – wspólnie